# David Ray Griffin
David Ray Griffin (8. srpna 1939 – listopad 2022) byl americký emeritní profesor filosofie a teologie na claremontské škole teologie a Claremont Graduate University v Claremont, v Kalifornii, kde vede jako spoluředitel Středisko procesních studií. Roku 1970 získal titul doktor filosofie. Řadí se do proudu moderní západní filosofie.
Byl autorem a redaktorem asi 30 knih a 160 esejí, 17 let pracoval jako redaktor na jedné z řad Konstruktuvní postmoderní myšlenky, která vyšla v 31 svazcích.
Byl jedním z 60 teologů nejnovější edice Příručky křesťanských teologů.
Jeho knížky, které začal psát od roku 1976, byly převážně o filosofii náboženství, teologii a filosofii vědy.
V posledních letech se začal angažovat v záležitosti útoků na New York a Pentagon z 11. září 2001, kde nesouhlasil s rozsahem a kvalitou výsledků oficiální vyšetřovací komise a požaduje důkladné vyšetření těchto tragických událostí. Svoje pocity a požadavky začal vyjadřovat formou knih a kratších útvarů, také veřejnými přednáškami a vystoupeními a přidal se k hnutí Scholars for 9/11 Truth a jako jeden z nesouhlasících s Bushovou administrativou vstoupil do povědomí Američanů.
Jednou z jeho nejznámějších knih byl Nový Pearl Harbor s podtitulem Znepokojující otázky o Bushově administrativě a 11. září (2004, česky 2006).

## Knihy

### Filosofie, teologie náboženství a věda
- A process Christology, Westminster Press, 1973, ISBN 0-664-20978-5

- Process Theology: An Introductory Exposition, with John B. Cobb, Philadelphia: Westminster Press, 1976, ISBN 0-664-24743-1

- John Cobb's Theology in Process, Westminster John Knox Press, 1977, ISBN 0-664-21292-1

- Process and Reality, Free Press; 2nd edition, 1979, ISBN 0-02-934570-7

- Physics and the Ultimate Significance of Time: Bohm, Prigogine and Process Philosophy, State University of New York Press, 1986, ISBN 0-88706-115-X

- The Reenchantment of Science: Postmodern Proposals (Suny Series in Constructive Postmodern Thought), State Univ of New York Press, 1988, ISBN 0-88706-784-0

- Spirituality and Society: Postmodern Visions (Suny Series in Constructive Postmodern Thought), State University of New York Press, 1988, ISBN 0-88706-853-7

- Varieties of Postmodern Theology (Suny Series in Constructive Postmodern Thought), State University of New York Press, 1989, ISBN 0-7914-0050-6

- God and Religion in the Postmodern World: Essays in Postmodern Theology (Constructive Postmodern Thought), State University of New York Press, 1989, ISBN 0-88706-929-0

- Archetypal Process: Self and Divine in Whitehead, Jung, and Hillman, Northwestern University Press, 1990, ISBN 0-8101-0815-1

- Sacred Interconnections: Postmodern Spirituality, Political Economy and Art (SUNY Series in Constructive Postmodern Thought), State University of New York Press, 1990, ISBN 0-7914-0231-2

- Primordial Truth and Postmodern Theology (Suny Series in Constructive Postmodern Thought), State University of New York Press, 1990, ISBN 0-7914-0198-7

- God, Power, and Evil: A Process Theodicy, University Press of America, 1991, ISBN 0-8191-7687-7

- Evil Revisited: Responses and Reconsiderations, State University of New York Press, 1991, ISBN 0-7914-0612-1

- Founders of Constructive Postmodern Philosophy: Peirce, James, Bergson, Whitehead, and Hartshorne (SUNY Series in Constructive Postmodern Thought), State University of New York Press, 1993, ISBN 0-7914-1333-0

- Postmodern Politics for a Planet in Crisis: Policy, Process, and Presidential Vision (SUNY Series in Constructive Postmodern Thought), State University of New York Press, 1993, ISBN 0-7914-1485-X

- Jewish Theology and Process Thought (Suny Series in Constructive Postmodern Thought), State University of New York Press, 1996, ISBN 0-7914-2810-9

- Parapsychology, Philosophy, and Spirituality: A Postmodern Exploration (SUNY Series in Constructive Postmodern Thought), State University of New York Press, 1997, ISBN 0-7914-3315-3

- Reenchantment Without Supernaturalism: A Process Philosophy of Religion (Cornell Studies in the Philosophy of Religion),Cornell University Press, 2000, ISBN 0-8014-3778-4

- Religion and Scientific Naturalism: Overcoming the Conflicts (SUNY Series in Constructive Postmodern Thought),State University of New York Press, 2000, ISBN 0-7914-4563-1

- Process Theology and the Christian Good News: A Response to Classical Free Will Theism in 'Searching for an Adequate God: A Dialogue between Process and Free Will Theists', Cobb and Pinnock (editors), Wm. B. Eerdmans Publishing, 2000, ISBN 0-8028-4739-0

- Two Great Truths: A New Synthesis of Scientific Naturalism and Christian Faith, Westminster John Knox Press, 2004, ISBN 0-664-22773-2

- Deep Religious Pluralism, Westminster John Knox Press, 2005, ISBN 0-664-22914-X

- Whitehead's Radically Different Postmodern Philosophy: An Argument for Its Contemporary Relevance (SUNY Series in Philosophy), State University of New York Press, 2007, ISBN 0-7914-7049-0

### Útoky z 11. září 2001
- The New Pearl Harbor: Disturbing Questions About the Bush Administration and 9-11, Olive Branch Press, 2004, ISBN 1-56656-552-9

- The 9/11 Commission Report: Omissions and Distortions, Olive Branch Press, 2004, ISBN 1-56656-584-7

- Christian Faith and the Truth Behind 9/11: A Call to Reflection and Action, Westminster John Knox Press, 2006, ISBN 0-664-23117-9

- The American Empire and the Commonwealth of God: A Political, Economic, Religious Statement, with John B. Cobb, Richard A. Falk and Catherine Keller, Westminster John Knox Press, 2006, ISBN 0-664-23009-1

- 9/11 and American Empire: Intellectuals Speak Out, Vol. 1, editor, with Peter Dale Scott, Olive Branch Press, 2006, ISBN 1-56656-659-2

- Debunking 9/11 Debunking: An Answer to Popular Mechanics and Other Defenders of the Official Conspiracy Theory (Revised & Updated Edition), Olive Branch Press, Paperback: 392 pages, March 2007, ISBN 1-56656-686-X

- 9/11 Contradictions: An Open Letter to Congress and the Press, Interlink Publishing Group, March 2008, ISBN 1-56656-716-5

- New Pearl Harbor Revisited: 9/11, the Cover-up and the Exposé, Olive Branch Press, September 2008, ISBN 1-56656-729-7

- Osama Bin Laden: Dead or Alive?, Olive Branch Press, May 2009, ISBN 1-56656-783-1

- Osama Bin Laden: Dead or Alive?, Arris Books UK, July 2009, ISBN 1-84437-081-X

- The Mysterious Collapse of World Trade Center 7: Why the Final Official Report About 9/11 Is Unscientific and False, Interlink Publishing, September 2009, ISBN 1-56656-786-6

- The Mysterious Collapse of World Trade Center 7: Why the Final Official Report About 9/11 Is Unscientific and False, Interlink Publishing, Arris Books UK, September 2009, ISBN 1-84437-083-6